# 人物叢書
『人物叢書』（じんぶつそうしょ）とは、吉川弘文館より刊行されている日本史上の人物の学術伝記叢書。

## 概要
1958年に刊行を開始。当初は新書サイズであったが、1985年以降はカバー新装版（四六判）に切り替わる。2016年にはJapan Knowledgeで公開され、2020年からオンデマンド印刷が開始された。日本歴史学会編集。
古代・中世・近世・近現代の各時代において活躍した重要人物を取り扱う。分野も政治、経済、文学、宗教、芸術など非常に多彩で、全体像を知ることができるよう、年代順による記述となっている。また、俗説に対する批判のほか、系図・年譜の附載など、能う限り一貫性を保って構成されている。
人物の大半は日本人だが、稀に日本史での活動が見られる来日外国人（ザビエル、シーボルト、ヘボン等）や、国姓爺のように日本と関わりのあった外国人も数点刊行されている。また、1冊で複数人や一族（奥州藤原氏・菊池氏・浅井氏）を題材としているものもある。
100点を刊行した時点で菊池寛賞（第11回・1963年）を受賞（受賞者は吉川弘文館と日本歴史学会）。2020年に300点を越え、これを記念して『別冊 人とことば』（日本歴史学会編、ISBN 9784642053990）が刊行された。

## 一覧
※（）は、新装版およびオンデマンド版での刊行
- 1958年刊行

1. 高柳光寿『明智光秀』(1986年 ISBN 4-642-05027-2)
2. 河竹繁俊『近松門左衛門』(1988年 ISBN 4-642-05121-X)
3. 宮本又次『鴻池善右衛門』(1986年 ISBN 4-642-05046-9／2021年 ISBN 978-4-642-75046-2)
4. 田中惣五郎『西郷隆盛』(1985年 ISBN 4-642-05011-6)
5. 大村弘毅『坪内逍遥』(1987年 ISBN 4-642-05102-3／2020年 ISBN 978-4-642-75102-5)
6. 大野達之助『日蓮』(1985年 ISBN 4-642-05015-9／2020年 ISBN 978-4-642-75015-8)
7. 桑田忠親『淀君』(1985年 ISBN 4-642-05004-3／2021年 ISBN 978-4-642-75004-2)
8. 有馬成甫『高島秋帆』(1989年 ISBN 4-642-05155-4／2020年 ISBN 978-4-642-75155-1)
9. 上横手雅敬『北条泰時』(1988年 ISBN 4-642-05135-X)
10. 児玉幸多『佐倉惣五郎』(1985年 ISBN 4-642-05010-8)
11. 森銑三『井原西鶴』(1985年 ISBN 4-642-05019-1)
12. 高橋富雄『奥州藤原氏四代』(1987年 ISBN 4-642-05094-9)
13. 海老沢有道『高山右近』(1989年 ISBN 4-642-05170-8)
14. 辻達也『徳川吉宗』(1985年 ISBN 4-642-05007-8)

- 1959年刊行

1. 多賀宗隼『慈円』(1989年 ISBN 4-642-05153-8／2021年 ISBN 978-4-642-75153-7)
2. 福尾猛市郎『大内義隆』(1989年 ISBN 4-642-05173-2)
3. 中田易直『三井高利』(1988年 ISBN 4-642-05127-9)
4. 横田健一『道鏡』(1988年 ISBN 4-642-05138-4)
5. 奥野高広『武田信玄』(1985年 ISBN 4-642-05021-3)
6. 西尾陽太郎『幸徳秋水』(1987年 ISBN 4-642-05077-9)
7. 吉田小五郎『ザヴィエル』(1988年 ISBN 4-642-05115-5)
8. 石原道博『国姓爺』(1986年 ISBN 4-642-05034-5／2020年 ISBN 978-4-642-75034-9)
9. 大平喜間多『佐久間象山』(1987年 ISBN 4-642-05092-2)
10. 井上薫『行基』(1987年 ISBN 4-642-05091-4)
11. 高橋崇『坂上田村麻呂』(1986年 ISBN 4-642-05045-0)
12. 石井孝『吉田東洋』(1989年 ISBN 4-642-05152-X／2020年 ISBN 978-4-642-75152-0)
13. 岡本堅次『神功皇后』
14. 小林清治『伊達政宗』(1985年 ISBN 4-642-05013-2)
15. 田畑忍『加藤弘之』(1986年 ISBN 4-642-05056-6／2020年 ISBN 978-4-642-75056-1)
16. 和島芳男『叡尊・忍性』(1988年 ISBN 4-642-05106-6)
17. 永島福太郎『一条兼良』(1988年 ISBN 4-642-05141-4／2021年 ISBN 978-4-642-75141-4)
18. 河合正治『安国寺恵瓊』(1989年 ISBN 4-642-05164-3)
19. 堀勇雄『山鹿素行』(1987年 ISBN 4-642-05073-6／2020年 ISBN 978-4-642-75073-8)
20. 鮎沢信太郎『山村才助』(1989年 ISBN 4-642-05151-1／2021年 ISBN 978-4-642-75151-3)
21. 渡辺実『新島襄』
22. 田村円澄『法然』(1988年 ISBN 4-642-05120-1)
23. 麻生磯次『滝沢馬琴』(1987年 ISBN 4-642-05095-7／2021年 ISBN 978-4-642-75095-0)

- 1960年刊行

1. 臼井信義『足利義満』(1989年 ISBN 4-642-05150-3)
2. 石田一良『伊藤仁斎』(1989年 ISBN 4-642-05176-7／2020年 ISBN 978-4-642-75176-6)
3. 斎藤隆三『岡倉天心』(1986年 ISBN 4-642-05044-2／2020年 ISBN 978-4-642-75044-8)
4. 直木孝次郎『持統天皇』(1985年 ISBN 4-642-05009-4)
5. 原敬吾『黒住宗忠』(1987年 ISBN 4-642-05089-2)
6. 芳賀幸四郎『三条西実隆』(1987年 ISBN 4-642-05088-4)
7. 洞富雄『間宮林蔵』(1986年 ISBN 4-642-05061-2／2020年 ISBN 978-4-642-75061-5)
8. 板沢武雄『シーボルト』(1988年 ISBN 4-642-05113-9／2021年 ISBN 978-4-642-75113-1)
9. 杉本勲『伊藤圭介』(1988年 ISBN 4-642-05143-0／2021年 ISBN 978-4-642-75143-8)
10. 猪俣敬太郎『中野正剛』(1988年 ISBN 4-642-05111-2／2020年 ISBN 978-4-642-75111-7)
11. 伊佐秀雄『尾崎行雄』(1987年 ISBN 4-642-05087-6／2020年 ISBN 978-4-642-75087-5)
12. 上田正昭『日本武尊』(1986年 ISBN 4-642-05024-8／2021年 ISBN 978-4-642-75024-0)
13. 塩田良平『樋口一葉』(1985年 ISBN 4-642-05017-5／2020年 ISBN 978-4-642-75017-2)
14. 岡田章雄『天草時貞』(1987年 ISBN 4-642-05076-0)
15. 西山松之助『市川団十郎』(1987年 ISBN 4-642-05064-7)
16. 入交好脩『岩崎弥太郎』
17. 松下芳男『乃木希典』(1985年 ISBN 4-642-05023-X)
18. 奥野高広『足利義昭』(1990年 ISBN 4-642-05182-1)
19. 小高根太郎『富岡鉄斎』(1985年 ISBN 4-642-05020-5／2020年 ISBN 978-4-642-75020-2)
20. 山本大『長宗我部元親』(1988年 ISBN 4-642-05103-1)

- 1961年刊行

1. 春名好重『藤原佐理』(1989年 ISBN 4-642-05163-5／2020年 ISBN 978-4-642-75163-6)
2. 渡辺保『北条政子』(1985年 ISBN 4-642-05002-7／2021年 ISBN 978-4-642-75002-8)
3. 田中久夫『明恵』(1988年 ISBN 4-642-05126-0／2021年 ISBN 978-4-642-75126-1)
4. 高谷道男『ヘボン』(1986年 ISBN 4-642-05053-1)
5. 岩城之徳『石川啄木』(1985年 ISBN 4-642-05008-6)
6. 田中健夫『島井宗室』(1986年 ISBN 4-642-05049-3／2021年 ISBN 978-4-642-75049-3)
7. 友松圓諦『月照』(1988年 ISBN 4-642-05125-2)
8. 赤松俊秀『親鸞』(1985年 ISBN 4-642-05003-5)
9. 若林喜三郎『前田綱紀』(1986年 ISBN 4-642-05058-2)
10. 藤村道生『山県有朋』(1986年 ISBN 4-642-05059-0)
11. 進士慶幹『由比正雪』(1986年 ISBN 4-642-05037-X)
12. 坂田精一『ハリス』(1987年 ISBN 4-642-05084-1／2021年 ISBN 978-4-642-75084-4)
13. 吉田久一『清沢満之』(1986年 ISBN 4-642-05035-3)
14. 阿部喜三男『松尾芭蕉』(1986年 ISBN 4-642-05031-0)
15. 小池藤五郎『山東京伝』(1989年 ISBN 4-642-05171-6)
16. 目崎徳衛『紀貫之』(1985年 ISBN 4-642-05018-3／2021年 ISBN 978-4-642-75018-9)
17. 今井林太郎『石田三成』(1988年 ISBN 4-642-05142-2)
18. 平尾道雄『山内容堂』(1987年 ISBN 4-642-05070-1)
19. 中村尚美『大隈重信』(1986年 ISBN 4-642-05026-4)
20. 小林計一郎『小林一茶』(1986年 ISBN 4-642-05028-0)
21. 河竹繁俊『河竹黙阿弥』(1987年 ISBN 4-642-05065-5／2021年 ISBN 978-4-642-75065-3)
22. 林陸朗『光明皇后』(1986年 ISBN 4-642-05036-1)
23. 宮田俊彦『吉備真備』(1988年 ISBN 4-642-05129-5)
24. 谷口澄夫『池田光政』(1987年 ISBN 4-642-05083-3／2020年 ISBN 978-4-642-75083-7)
25. 安田元久『北条義時』(1986年 ISBN 4-642-05033-7)
26. 石原道博『朱舜水』(1989年 ISBN 4-642-05179-1／2020年 ISBN 978-4-642-75179-7)

- 1962年刊行

1. 山口宗之『橋本左内』(1985年 ISBN 4-642-05022-1／2021年 ISBN 978-4-642-75022-6)
2. 住谷悦治『河上肇』(1986年 ISBN 4-642-05029-9／2020年 ISBN 978-4-642-75029-5)
3. 岸上慎二『清少納言』(1987年 ISBN 4-642-05066-3)
4. 杉谷昭『江藤新平』(1986年 ISBN 4-642-05032-9／2020年 ISBN 978-4-642-75032-5)
5. 竹内道雄『道元』(1992年 ISBN 4-642-05195-3)
6. 楫西光速『豊田佐吉』(1987年 ISBN 4-642-05090-6)
7. 横川末吉『野中兼山』(1990年 ISBN 4-642-05188-0／2021年 ISBN 978-4-642-75188-9)
8. 山崎孝子『津田梅子』(1988年 ISBN 4-642-05122-8)
9. 貫達人『畠山重忠』(1987年 ISBN 4-642-05072-8)
10. 三枝康高『賀茂真淵』(1987年 ISBN 4-642-05086-8／2020年 ISBN 978-4-642-75086-8)
11. 柴田実『石田梅岩』(1988年 ISBN 4-642-05136-8)
12. 村山修一『藤原定家』(1989年 ISBN 4-642-05172-4)
13. 平久保章『隠元』(1989年 ISBN 4-642-05148-1／2020年 ISBN 978-4-642-75148-3)
14. 斎藤忠『木内石亭』(1989年 ISBN 4-642-05168-6／2020年 ISBN 978-4-642-75168-1)
15. 上沼八郎『伊沢修二』(1988年 ISBN 4-642-05128-7)
16. 岩橋小弥太『花園天皇』(1990年 ISBN 4-642-05187-2)
17. 坂本太郎『菅原道真』(1992年 ISBN 4-642-05181-3)

- 1963年刊行

1. 中村菊男『星亨』(1988年 ISBN 4-642-05105-8／2020年 ISBN 978-4-642-75105-6)
2. 浜田義一郎『大田南畝』(1986年 ISBN 4-642-05052-3)
3. 井上忠『貝原益軒』(1989年 ISBN 4-642-05145-7／2021年 ISBN 978-4-642-75145-2)
4. 中井信彦『大原幽学』(1989年 ISBN 4-642-05162-7)
5. 芳賀幸四郎『千利休』(1986年 ISBN 4-642-05057-4)
6. 堀一郎『空也』
7. 田畑忍『児島惟謙』(1987年 ISBN 4-642-05096-5／2020年 ISBN 978-4-642-75096-7)
8. 角田文衛『佐伯今毛人』(1988年 ISBN 4-642-05123-6／2020年 ISBN 978-4-642-75123-0)
9. 笠原一男『蓮如』(1986年 ISBN 4-642-05048-5)
10. 久松潜一『契沖』(1989年 ISBN 4-642-05167-8／2021年 ISBN 978-4-642-75167-4)
11. 田原嗣郎『平田篤胤』(1986年 ISBN 4-642-05055-8／2020年 ISBN 978-4-642-75055-4)
12. 村尾次郎『桓武天皇』(1987年 ISBN 4-642-05085-X)
13. 吉田常吉『井伊直弼』(1985年 ISBN 4-642-05016-7)
14. 近盛晴嘉『ジョセフ＝ヒコ』(1986年 ISBN 4-642-05038-8／2020年 ISBN 978-4-642-75038-7)

- 1964年刊行

1. 冨倉徳次郎『卜部兼好』(1987年 ISBN 4-642-05100-7／2020年 ISBN 978-4-642-75100-1)
2. 入交好脩『武藤山治』(1987年 ISBN 4-642-05068-X／2021年 ISBN 978-4-642-75068-4)
3. 川添昭二『今川了俊』(1988年 ISBN 4-642-05124-4)
4. 堀勇雄『林羅山』(1990年 ISBN 4-642-05185-6)
5. 亀井高孝『大黒屋光太夫』(1987年 ISBN 4-642-05067-1／2020年 ISBN 978-4-642-75067-7)
6. 橋本義彦『藤原頼長』(1988年 ISBN 4-642-05109-0)
7. 吉田良一『河村瑞賢』(1988年 ISBN 4-642-05104-X)
8. 平野邦雄『和気清麻呂』(1986年 ISBN 4-642-05030-2)
9. 重松明久『覚如』(1987年 ISBN 4-642-05075-2／2021年 ISBN 978-4-642-75075-2)

- 1965年刊行

1. 武部敏夫『和宮』(1987年 ISBN 4-642-05071-X／2021年 ISBN 978-4-642-75071-4)
2. 村瀬正章『臥雲辰致』(1989年 ISBN 4-642-05180-5／2021年 ISBN 978-4-642-75180-3)
3. 多賀宗隼『栄西』(1986年 ISBN 4-642-05054-X)
4. 伊狩章『柳亭種彦』(1989年 ISBN 4-642-05174-0／2021年 ISBN 978-4-642-75174-2)
5. 平野義太郎『大井憲太郎』(1988年 ISBN 4-642-05117-1)
6. 柳田泉『福地桜痴』(1989年 ISBN 4-642-05146-5／2020年 ISBN 978-4-642-75146-9)

- 1966年刊行

1. 安田元久『源義家』(1989年 ISBN 4-642-05166-X)
2. 今井源衛『紫式部』(1985年 ISBN 4-642-05012-4)
3. 杉本尚雄『菊池氏三代』(1988年 ISBN 4-642-05112-0)
4. 渡辺保『源義経』(1986年 ISBN 4-642-05042-6)
5. 帆足図南次『帆足万里』(1990年 ISBN 4-642-05183-X／2020年 ISBN 978-4-642-75183-4)
6. 高橋昌郎『中村敬宇』(1988年 ISBN 4-642-05108-2)
7. 岩沢愿彦『前田利家』(1988年 ISBN 4-642-05133-3)
8. 太田善麿『塙保己一』(1988年 ISBN 4-642-05116-3)

- 1967年刊行

1. 川端太平『松平春嶽』(1990年 ISBN 4-642-05189-9／2020年 ISBN 978-4-642-75189-6)
2. 田口正治『三浦梅園』(1989年 ISBN 4-642-05161-9)
3. 森蘊『小堀遠州』(1988年 ISBN 4-642-05107-4)
4. 圭室諦成『横井小楠』(1988年 ISBN 4-642-05140-6／2020年 ISBN 978-4-642-75140-7)
5. 吉田武三『松浦武四郎』
6. 山本四郎『小石元俊』(1989年 ISBN 4-642-05165-1／2021年 ISBN 978-4-642-75165-0)
7. 久保田正文『正岡子規』(1986年 ISBN 4-642-05047-7)
8. 笠井清『南方熊楠』(1985年 ISBN 4-642-05014-0／2021年 ISBN 978-4-642-75014-1)
9. 安藤更生『鑑真和上』(1989年 ISBN 4-642-05144-9)
10. 三吉明『有馬四郎助』(1990年 ISBN 4-642-05186-4)

- 1968年刊行

1. 川口久雄『大江匡房』(1989年 ISBN 4-642-05147-3／2020年 ISBN 978-4-642-75147-6)
2. 長江正一『三好長慶』(1989年 ISBN 4-642-05154-6)
3. 鮎沢寿『源頼光』(1989年 ISBN 4-642-05160-0)
4. 小長久子『滝廉太郎』(1987年 ISBN 4-642-05093-0／2021年 ISBN 978-4-642-75093-6)
5. 横山昭男『上杉鷹山』(1987年 ISBN 4-642-05098-1)

- 1969年刊行

1. 岸俊男『藤原仲麻呂』(1987年 ISBN 4-642-05069-8)
2. 北島正元『水野忠邦』(1987年 ISBN 4-642-05101-5／2020年 ISBN 978-4-642-75101-8)

- 1970年刊行

1. 高坂好『赤松円心・満祐』(1988年 ISBN 4-642-05130-9)
2. 佐伯有清『伴善男』(1986年 ISBN 4-642-05051-5)
3. 所功『三善清行』(1989年 ISBN 4-642-05169-4／2020年 ISBN 978-4-642-75169-8)

- 1971年刊行

1. 片桐一男『杉田玄白』(1986年 ISBN 4-642-05043-4／2020年 ISBN 978-4-642-75043-1)
2. 大林日出雄『御木本幸吉』(1988年 ISBN 4-642-05114-7／2020年 ISBN 978-4-642-75114-8)
3. 内田守『光田健輔』
4. 城福勇『平賀源内』(1986年 ISBN 4-642-05025-6／2021年 ISBN 978-4-642-75025-7)
5. 三吉明『山室軍平』(1986年 ISBN 4-642-05050-7)

- 1972年刊行

1. 鈴木暎一『橘守部』(1988年 ISBN 4-642-05134-1／2020年 ISBN 978-4-642-75134-6)
2. 小川信『細川頼之』(1989年 ISBN 4-642-05175-9)

- 1973年刊行

1. 祖田修『前田正名』(1987年 ISBN 4-642-05074-4)
2. 多賀宗隼『源頼政』(1990年 ISBN 4-642-05184-8)
3. 福田豊彦『千葉常胤』(1987年 ISBN 4-642-05063-9)
4. 兼清正徳『香川景樹』(1988年 ISBN 4-642-05131-7／2021年 ISBN 978-4-642-75131-5)
5. 山口宗之『真木和泉』(1989年 ISBN 4-642-05149-X／2021年 ISBN 978-4-642-75149-0)

- 1974年刊行

1. 会田倉吉『福沢諭吉』(1985年 ISBN 4-642-05005-1)
2. 石井孝『勝海舟』(1986年 ISBN 4-642-05062-0)

- 1975年刊行

1. 外山幹夫『大友宗麟』(1988年 ISBN 4-642-05139-2／2020年 ISBN 978-4-642-75139-1)

- 1976年刊行

1. 平林盛得『良源』(1987年 ISBN 4-642-05097-3／2020年 ISBN 978-4-642-75097-4)

- 1977年刊行

1. 島谷良吉『最上徳内』(1989年 ISBN 4-642-05177-5)
2. 黒岩俊郎『本多光太郎』
3. 井黒弥太郎『黒田清隆』(1987年 ISBN 4-642-05099-X)
4. 門脇禎二『蘇我蝦夷・入鹿』(1985年 ISBN 4-642-05006-X)

- 1979年刊行

1. 坂本太郎『聖徳太子』(1985年 ISBN 4-642-05001-9)

- 1980年刊行

1. 城福勇『本居宣長』(1988年 ISBN 4-642-05110-4)
2. 目崎徳衛『西行』(1989年 ISBN 4-642-05178-3)
3. 芳即正『島津重豪』(1988年 ISBN 4-642-05137-6／2020年 ISBN 978-4-642-75137-7)

- 1981年刊行

1. 水藤真『朝倉義景』(1986年 ISBN 4-642-05060-4)

- 1983年刊行

1. 大橋俊雄『一遍』(1988年 ISBN 4-642-05132-5／2020年 ISBN 978-4-642-75132-2)

- 1984年刊行

1. 山中裕『和泉式部』(1987年 ISBN 4-642-05082-5)

- 1985年刊行

1. 太田青丘『藤原惺窩』ISBN 4-642-05041-8（2020年 ISBN 978-4-642-75041-7）
2. 仲田正之『江川坦庵』ISBN 4-642-05040-X

- 1986年刊行

1. 佐藤昌介『渡辺崋山』ISBN 4-642-05039-6
2. 犬塚孝明『森有礼』ISBN 4-642-05078-7（2021年 ISBN 978-4-642-75078-3）
3. 安田元久『後白河上皇』ISBN 4-642-05079-5

- 1987年刊行

1. 井上義巳『広瀬淡窓』ISBN 4-642-05080-9（2020年 ISBN 978-4-642-75080-6）
2. 芳即正『調所広郷』ISBN 4-642-05081-7（2020年 ISBN 978-4-642-75081-3）
3. 高橋昌郎『西村茂樹』ISBN 4-642-05118-X（2020年 ISBN 978-4-642-75118-6）

- 1988年刊行

1. 田村晃祐『最澄』ISBN 4-642-05119-8
2. 坂本多加雄『山路愛山』ISBN 4-642-05156-2
3. 速水侑『源信』ISBN 4-642-05157-0（2020年 ISBN 978-4-642-75157-5）

- 1989年刊行

1. 佐伯有清『円仁』ISBN 4-642-05158-9
2. 土屋喬雄『渋沢栄一』ISBN 4-642-05159-7
3. 宮崎道生『新井白石』ISBN 4-642-05190-2

- 1990年刊行

1. 山口修『前島密』ISBN 4-642-05191-0（2020年 ISBN 978-4-642-75191-9）
2. 佐伯有清『円珍』ISBN 4-642-05192-9
3. 犬塚孝明『寺島宗則』ISBN 4-642-05193-7（2021年 ISBN 978-4-642-75193-3）

- 1991年刊行

1. 佐伯有清『聖宝』ISBN 4-642-05194-5（2020年 ISBN 978-4-642-75194-0）

- 1992年刊行

1. 橋本義彦『源通親』ISBN 4-642-05196-1

- 1993年刊行

1. 芳即正『島津斉彬』ISBN 4-642-05197-X

- 1994年刊行

1. 梅谷文夫『狩谷棭斎』ISBN 4-642-05198-8
2. 黒板伸夫『藤原行成』ISBN 4-642-05199-6
3. 原田朗『荒井郁之助』ISBN 4-642-05200-3（2021年 ISBN 978-4-642-75200-8）
4. 森茂暁『佐々木導誉』ISBN 4-642-05201-1

- 1996年刊行

1. 柴辻俊六『真田昌幸』ISBN 4-642-05202-X
2. 田中善信『与謝蕪村』ISBN 4-642-05203-8（2020年 ISBN 978-4-642-75203-9）

- 1997年刊行

1. 武部善人『太宰春台』ISBN 4-642-05204-6（2021年 ISBN 978-4-642-75204-6）
2. 高島正人『藤原不比等』ISBN 4-642-05205-4
3. 藤井譲治『徳川家光』ISBN 4-642-05206-2
4. 川田貞夫『川路聖謨』ISBN 4-642-05207-0（2020年 ISBN 978-4-642-75207-7）
5. 中川徳之助『万里集九』ISBN 4-642-05208-9

- 1998年刊行

1. 鈴木暎一『藤田東湖』ISBN 4-642-05209-7
2. 塚本学『徳川綱吉』ISBN 4-642-05210-0
3. 奥田勲『宗祇』ISBN 4-642-05211-9（2021年 ISBN 978-4-642-75211-4）

- 1999年刊行

1. 五味文彦『平清盛』ISBN 4-642-05212-7
2. 松原弘宣『藤原純友』ISBN 4-642-05213-5
3. 寺崎保広『長屋王』ISBN 4-642-05214-3
4. 田辺久子『上杉憲実』ISBN 4-642-05215-1
5. 飛鳥井雅道『中江兆民』ISBN 4-642-05216-X

- 2000年刊行

1. 元木泰雄『藤原忠実』ISBN 4-642-05217-8
2. 福田千鶴『酒井忠清』ISBN 4-642-05218-6
3. 田口親『田口卯吉』ISBN 4-642-05219-4（2021年 ISBN 978-4-642-75219-0）

- 2001年刊行

1. 中野等『立花宗茂』ISBN 4-642-05220-8
2. 曽根勇二『片桐且元』ISBN 4-642-05221-6
3. 栗田直樹『緒方竹虎』ISBN 4-642-05222-4
4. 川添昭二『北条時宗』ISBN 4-642-05223-2

- 2002年刊行

1. 中嶌邦『成瀬仁蔵』ISBN 4-642-05224-0
2. 梅溪昇『高杉晋作』ISBN 4-642-05225-9

- 2003年刊行

1. 小川國治『毛利重就』ISBN 4-642-05226-7（2021年 ISBN 978-4-642-75226-8）
2. 五野井隆史『支倉常長』ISBN 4-642-05227-5
3. 永井晋『金沢貞顕』ISBN 4-642-05228-3
4. 倉本一宏『一条天皇』ISBN 4-642-05229-1

- 2004年刊行

1. 田中宏巳『秋山真之』ISBN 4-642-05230-5

- 2005年刊行

1. 上杉和彦『大江広元』ISBN 4-642-05231-3
2. 峰岸純夫『新田義貞』ISBN 4-642-05232-1
3. 瀬野精一郎『足利直冬』ISBN 4-642-05233-X

- 2006年刊行

1. 宇野俊一『桂太郎』ISBN 4-642-05234-8
2. 後藤昭雄『大江匡衡』ISBN 4-642-05235-6
3. 井上宗雄『京極為兼』ISBN 4-642-05236-4（2020年 ISBN 978-4-642-75236-7）
4. 鈴木暎一『徳川光圀』ISBN 4-642-05237-2
5. 大石学『大岡忠相』ISBN 4-642-05238-0

- 2007年刊行

1. 有山輝雄『陸羯南』ISBN 978-4-642-05239-9
2. 古川隆久『大正天皇』ISBN 978-4-642-05240-5
3. 菊池勇夫『菅江真澄』ISBN 978-4-642-05241-2
4. 直木孝次郎『額田王』ISBN 978-4-642-05242-9

- 2008年刊行

1. 山中裕『藤原道長』ISBN 978-4-642-05243-6
2. 宮島敬一『浅井氏三代』ISBN 978-4-642-05244-3
3. 久保貴子『徳川和子』ISBN 978-4-642-05245-0
4. 伊藤喜良『足利義持』ISBN 978-4-642-05246-7
5. 有光友学『今川義元』ISBN 978-4-642-05247-4
6. 関民子『只野真葛』ISBN 978-4-642-05248-1

- 2009年刊行

1. 春名宏昭『平城天皇』ISBN 978-4-642-05249-8
2. 今泉淑夫『世阿弥』ISBN 978-4-642-05250-4
3. 長井純市『河野広中』ISBN 978-4-642-05251-1
4. 川岡勉『山名宗全』ISBN 978-4-642-05252-8
5. 森幸夫『北条重時』ISBN 978-4-642-05253-5
6. 田渕句美子『阿仏尼』ISBN 978-4-642-05254-2
7. 義江明子『県犬養橘三千代』ISBN 978-4-642-05255-9

- 2010年刊行

1. 山田昭全『文覚』ISBN 978-4-642-05256-6
2. 田中宏巳『山本五十六』ISBN 978-4-642-05257-3
3. 大野靖男『松平信綱』ISBN 978-4-642-05258-0
4. 稲岡耕二『山上憶良』ISBN 978-4-642-05259-7

- 2011年刊行

1. 井上満郎『秦河勝』ISBN 978-4-642-05260-3

- 2012年刊行

1. 安岡昭男『副島種臣』ISBN 978-4-642-05261-0
2. 高村直助『小松帯刀』ISBN 978-4-642-05262-7
3. 高澤憲治『松平定信』ISBN 978-4-642-05263-4
4. 今泉淑夫『亀泉集証』ISBN 978-4-642-05264-1
5. 池上裕子『織田信長』ISBN 978-4-642-05265-8

- 2013年刊行

1. 山本信吉『小野道風』ISBN 978-4-642-05266-5
2. 高橋慎一朗『北条時頼』ISBN 978-4-642-05267-2
3. 沢井実『八木秀次』ISBN 978-4-642-05268-9
4. 茶谷誠一『牧野伸顕』ISBN 978-4-642-05269-6

- 2014年刊行

1. 家近良樹『徳川慶喜』ISBN 978-4-642-05270-2
2. 姜克實『石橋湛山』ISBN 978-4-642-05271-9

- 2015年刊行

1. 大倉隆二『宮本武蔵』ISBN 978-4-642-05272-6
2. 藤田恒春『豊臣秀次』ISBN 978-4-642-05273-3
3. 大藤修『二宮尊徳』ISBN 978-4-642-05274-0
4. 古川隆久『近衛文麿』ISBN 978-4-642-05275-7

- 2016年刊行

1. 篠川賢『継体天皇』ISBN 978-4-642-05276-4
2. 梅溪昇『緒方洪庵』ISBN 978-4-642-05277-1
3. 伊藤清郎『最上義光』ISBN 978-4-642-05278-8
4. 小原仁『慶滋保胤』ISBN 978-4-642-05279-5
5. 森公章『天智天皇』ISBN 978-4-642-05280-1

- 2017年刊行

1. 多田一臣『柿本人麻呂』ISBN 978-4-642-05281-8
2. 元木泰雄『源頼義』ISBN 978-4-642-05282-5
3. 小池進『保科正之』ISBN 978-4-642-05283-2

- 2018年刊行

1. 竹本千鶴『松井友閑』ISBN 978-4-642-05284-9
2. 見瀬和雄『前田利長』ISBN 978-4-642-05285-6

- 2019年刊行

1. 西尾凛太郎『阪谷芳郎』ISBN 978-4-642-05286-3
2. 服藤早苗『藤原彰子』ISBN 978-4-642-05287-0
3. 中村順昭『橘諸兄』ISBN 978-4-642-05288-7
4. 西本昌弘『早良親王』ISBN 978-4-642-05289-4
5. 中野目徹『三宅雪嶺』ISBN 978-4-642-05290-0
6. 森公章『阿部仲麻呂』ISBN 978-4-642-05291-7
7. 酒井紀美『経覚』ISBN 978-4-642-05292-4

- 2020年刊行

1. 藤井讓治『徳川家康』ISBN 978-4-642-05293-1
2. 五野井隆史『ルイス・フロイス』ISBN 978-4-642-05294-8
3. 小川剛生『二条良基』ISBN 978-4-642-05295-5
4. 山本博文『徳川秀忠』ISBN 978-4-642-05296-2
5. 神谷正昌『清和天皇』ISBN 978-4-642-05297-9
6. 古井戸秀夫『鶴屋南北』ISBN 978-4-642-05298-6
7. 虎尾達哉『藤原冬嗣』ISBN 978-4-642-05299-3
8. 山田邦明『上杉謙信』ISBN 978-4-642-05300-6

- 2021年刊行

1. 種稲秀司『幣原喜重郎』ISBN 978-4-642-05301-3
2. 鉄野昌弘『大伴旅人』ISBN 978-4-642-05302-0
3. 小池聖一『森戸辰男』ISBN 978-4-642-05303-7
4. 安田次郎『尋尊』ISBN 978-4-642-05304-4

- 2022年刊行

1. 曾根正人『道慈』ISBN 978-4-642-05305-1
2. 藤田覚『遠山景晋』ISBN 978-4-642-05306-8
3. 滝川恒昭『里見義堯』ISBN 978-4-642-05307-5
4. 中野等『黒田孝高』ISBN 978-4-642-05308-2
5. 勝浦令子『橘嘉智子』ISBN 978-4-642-05309-9
6. 遠藤慶太『仁明天皇』ISBN 978-4-642-05310-5

- 2023年刊行

1. 久保田淳『藤原俊成』ISBN 978-4-642053112
2. 北康宏『中田薫』ISBN 978-4-642053129
3. 高橋秀樹『三浦義村』ISBN 978-4-642-053143
4. 水口幹記『成尋』ISBN 978-4-642-053136
5. 北啓太『藤原広嗣』ISBN 978-4-642053150

- 2024年刊行

1. 福田千鶴『高台院』ISBN 978-4-642-053167
2. 西尾林太郎『加藤友三郎』ISBN 978-4-642-053174
3. 大島明秀『志筑忠雄』ISBN 978-4-642-053181

- 2025年

1. 寺内浩『源頼信』ISBN 978-4-642-053198
2. 詫間直樹『後三条天皇』ISBN 978-4-642-053204